# Aran Amassa
Aran Amassa (aranesisch für Aran Zusammen) ist eine politische Partei im Val d’Aran im Nordwesten von Katalonien. Die linke Partei unterstützt deutlich das Selbstbestimmungsrecht der Katalanen und Aranesen und die Abgrenzung von Spanien. Sie hält die Unabhängigkeit von Katalonien für den besten Weg für die Bewahrung der kulturellen und sprachlichen Identität des Val d’Aran. Darüber hinaus sieht sie sich dem okzitanischen Nationalismus über die Grenzen des Val d’Aran hinaus verpflichtet.

## Geschichte
Die Vorgängerpartei von Aran Amassa war die Anfang 2015 gegründete Partei Corròp mit ähnlicher Ausrichtung. Corròp stand der katalanischen separatistischen Linkspartei Candidatura d’Unitat Popular (CUP) nahe und letztere nahm die Politikerin Mireia Boya von Corròp in ihre Liste für die Parlamentswahl in Katalonien 2015 auf. Im Vorfeld der Wahlen zum aranesischen Conselh Generau d'Aran 2019 begann 2018 die Gründung von Aran Amassa, welche am 19. März 2019 offiziell als Partei registriert wurde.
Aran Amassa war als breiteres Bündnis konzipiert und vereinte neben Corròp und der CUP auch die aranesischen Abteilungen der katalanischen Parteien Esquerra Republicana de Catalunya (ERC), Esquerra Unida i Alternativa (EUiA), Som Alternativa und Nova. Sie trat in Konkurrenz zu den beiden großen aranesischen Parteien Unitat d’Aran und Convergéncia Democratica Aranesa an und war die einzige Partei, die klar den Weg der katalanischen Unabhängigkeit im Val d’Aran unterstützte, erhielt aber bei den Wahlen zum Conselh Generau d’Aran 2019 und 2023 keine Sitze. Bei den gleichzeitig stattfindenden Gemeinderatswahlen im Val d’Aran erhielt die Partei 2019 vier Mandate und 2023 sieben Mandate, wobei sie in Bausen durch das Gewinnen aller drei Sitze mit Alidé Sans auch die Bürgermeisterin stellen konnte.
Aran Amassa arbeitet mit der ERC zusammen, bei der Wahl zum Conselh Generau d’Aran 2023 übernahm sie den Kampagnennamen der ERC und trat als Aran Amassa - Acòrd Municipau an – analog zur ERC, die als Esquerra Republicana de Catalunya - Acord Municipal anderswo in Katalonien zu Kommunalwahlen antrat. Es bestehen aber auch personelle Verbindungen zu den anderen Gründungsparteien von Aran Amassa.